# Burley (tabac)
Pour les articles homonymes, voir Burley.

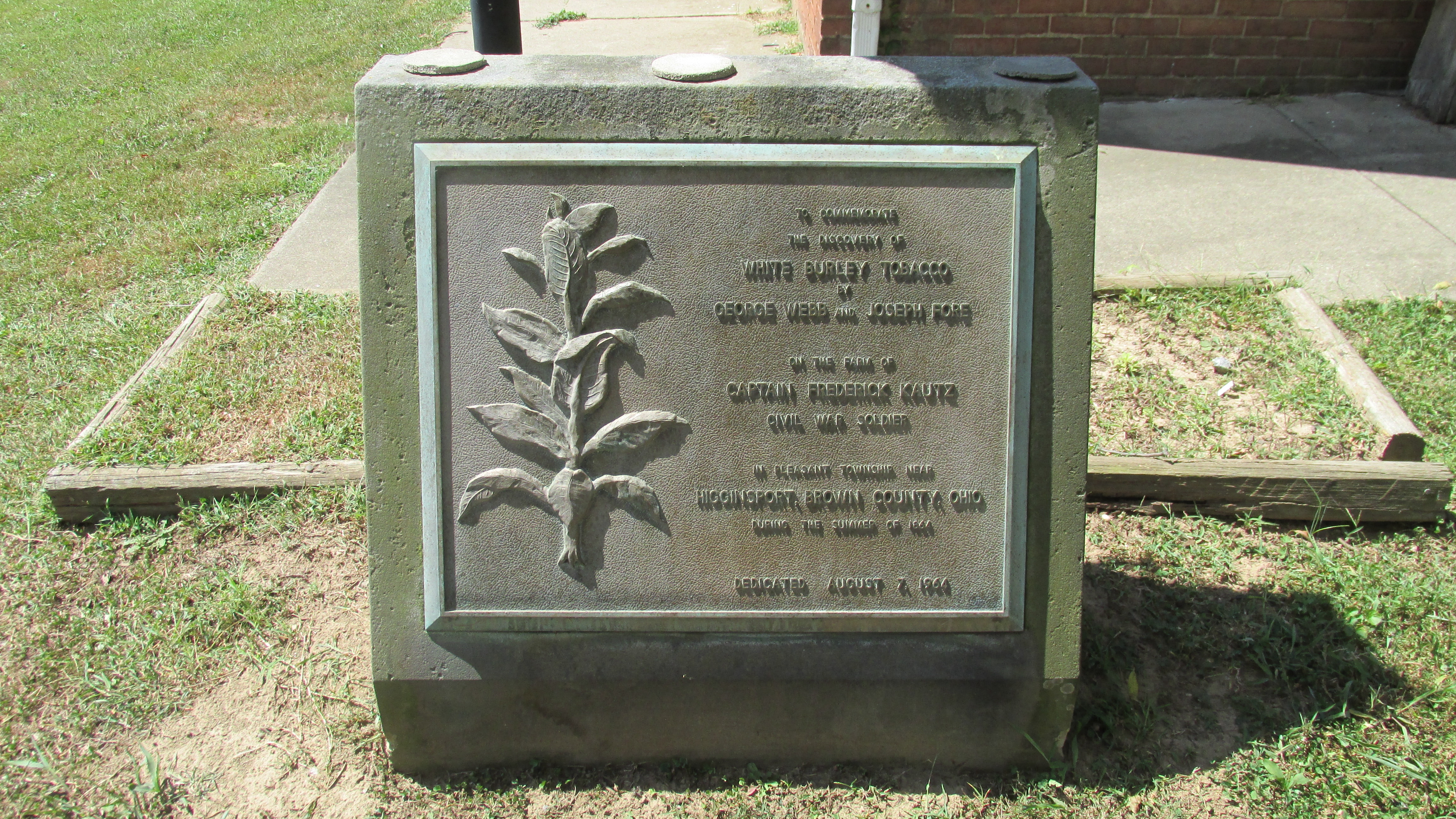
Monument du tabac burley blanc dédié le 7 août 1964 et situé au musée du tabac de l'Ohio à Ripley.

Le tabac Burley est un tabac léger séché à l'air utilisé principalement pour la production de cigarettes. Aux États-Unis, il est produit dans une ceinture de huit États, dont environ 70 % sont produits au Kentucky. Le Tennessee en produit environ 20 %, avec de plus petites quantités produites dans l'Indiana, la Caroline du Nord, le Missouri, l'Ohio, la Virginie, le Maryland, la Pennsylvanie et la Virginie-Occidentale. Le tabac Burley est produit dans de nombreux autres pays, avec une production importante au Brésil, au Malawi et en Argentine. Les variétés de tabac Burley les plus courantes sont le tabac Burley noir et le tabac Burley blanc.

## Histoire

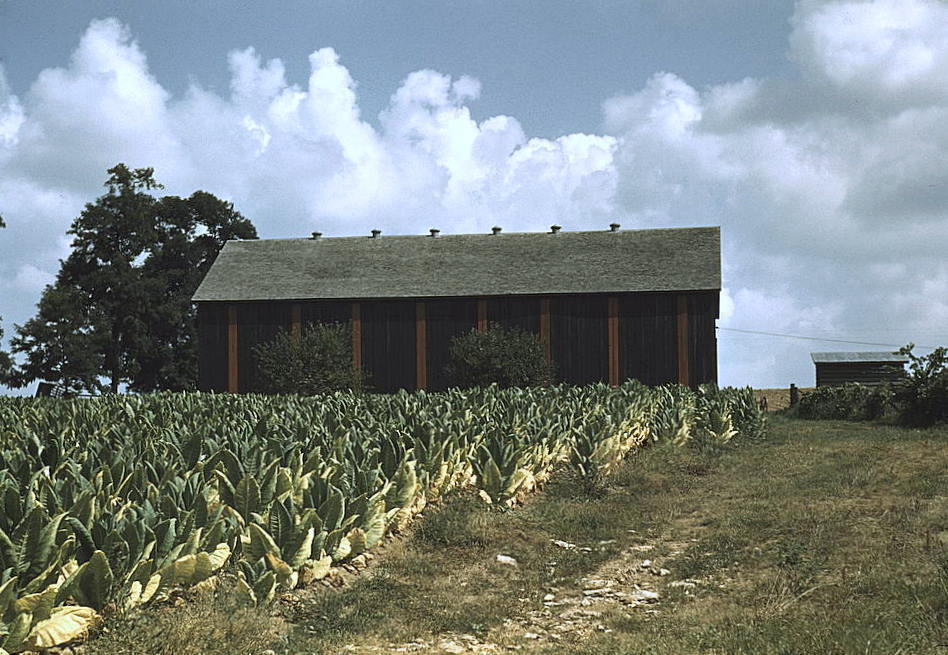
Champ de tabac Burley, grange de séchage et de séchage en arrière-plan, ferme de Russell Spears, Lexington, Kentucky, en 1940.

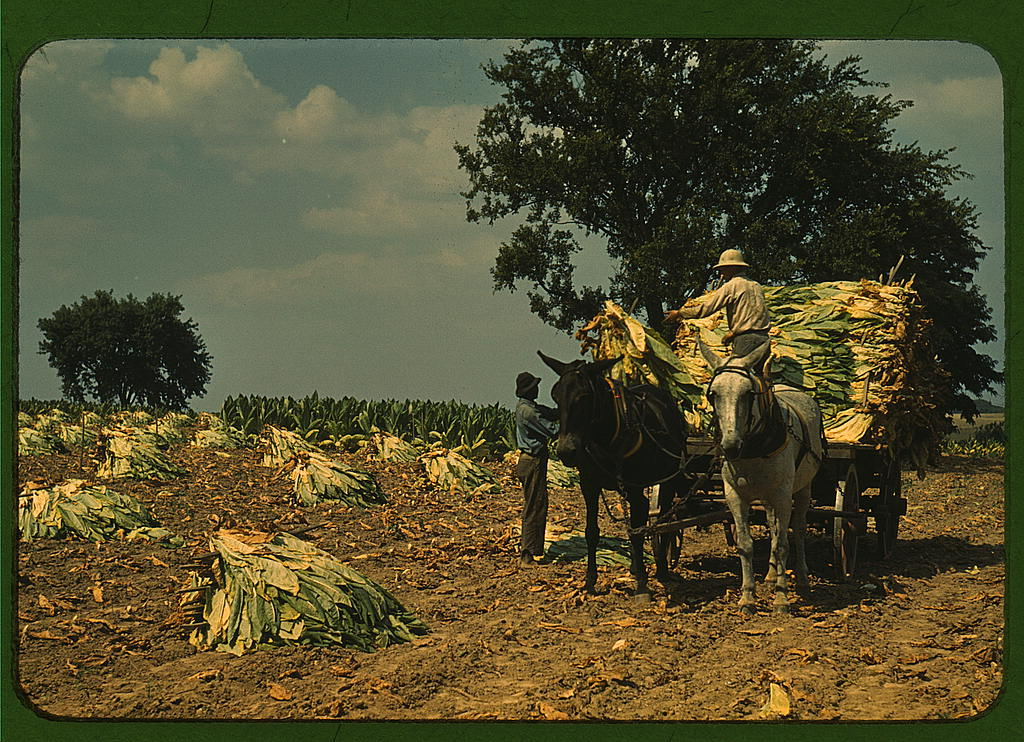
Récolte du tabac Burley, en 1940.

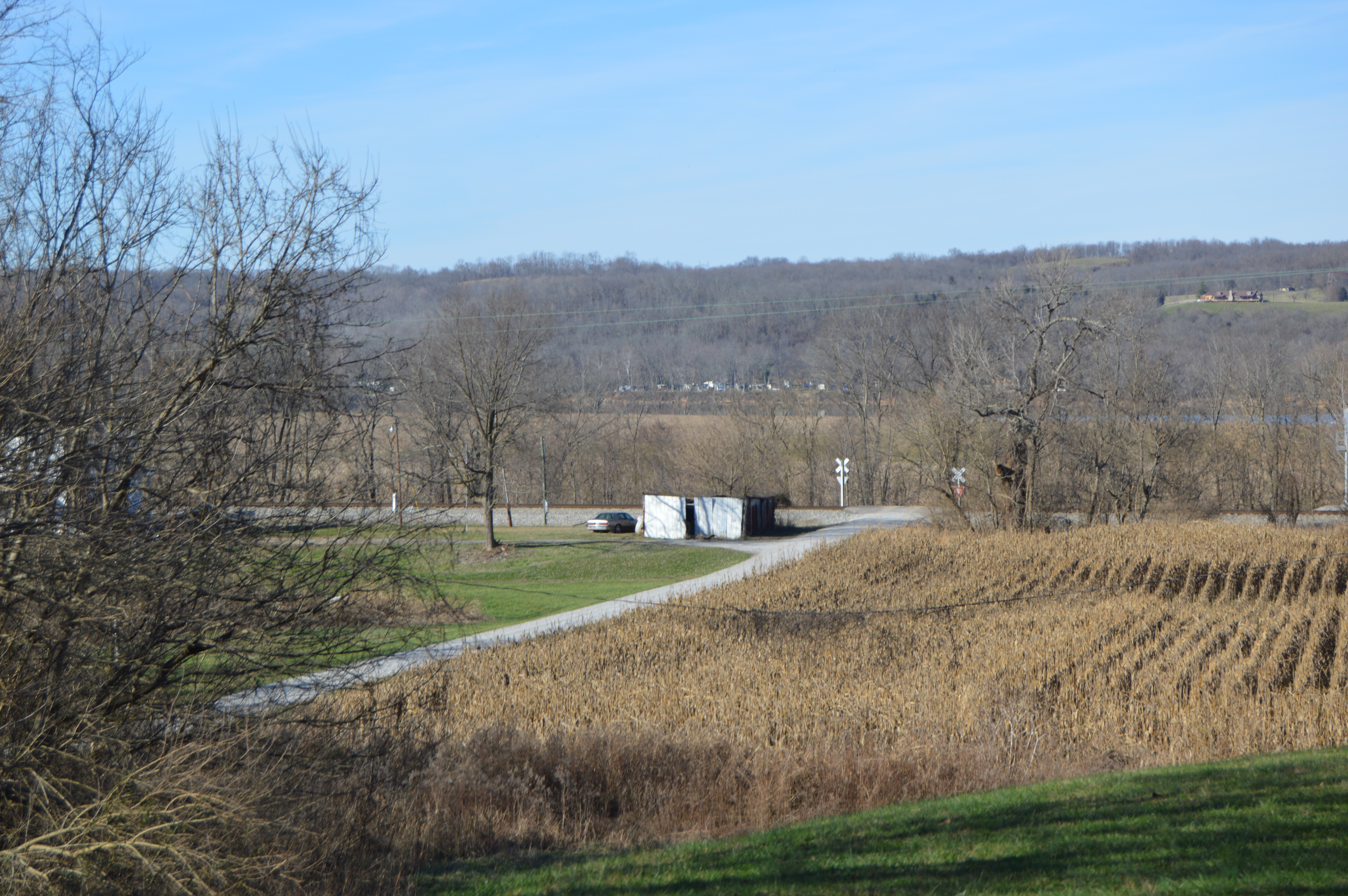
Champs de la ferme George Barkley près d'Augusta, Kentucky, où Webb et Fore ont obtenu la première graine de Burley blanc.

L'origine du tabac Burley blanc a été attribuée à George Webb et Joseph Fore en 1864, qui l'ont cultivé sur la ferme du capitaine Frederick Kautz près de Higginsport, Ohio, à partir de graines du comté de Bracken, Kentucky. Il a remarqué qu'elle produisait un type différent de feuilles claires ombrées du blanc au jaune et qu'elles durcissaient différemment. En 1866, il avait récolté 20 000 livres de tabac Burley et l'avait vendu en 1867 à la foire de St. Louis pour 58 $ les cent livres. En 1883, Cincinnati était devenu le principal marché pour ce tabac, et il était cultivé dans tout le centre du Kentucky et le centre du Tennessee. En 1880, le Kentucky représentait 36 % de la production nationale totale de tabac et était le premier du pays, avec près de deux fois plus de tabac produit que par la Virginie, alors deuxième État. Plus tard, le type est devenu appelé tabac Burley, qui est séché à l'air.
Aux États-Unis, les plants de tabac Burley sont démarrés à partir de graines placées dans des plateaux en polystyrène flottant sur un lit d'eau fertilisée en mars ou avril. Le repiquage commence en mai et progresse jusqu'en juin avec un petit pourcentage fixé en juillet. Les producteurs doivent faire face à des maladies majeures telles que le jarret noir et la moisissure bleue ainsi qu'à des insectes tels que les pucerons, les sphinx du tabac et les tordeuses des bourgeons. Les plantes sont étêtées en enlevant le capitule en développement environ 60 jours après le repiquage, et traitées pour empêcher la croissance de pousses latérales appelées drageons. La garniture permet à l'énergie qui aurait produit une floraison de favoriser l'expansion des feuilles.
Bon nombre des avantages de l'étêtage au stade de floraison et au nombre de feuilles appropriés sont perdus si les drageons ne sont pas contrôlés. Les drageons poussent vigoureusement immédiatement après l'étêtage et peuvent réduire considérablement le rendement et la qualité s'ils ne sont pas efficacement contrôlés. Certaines variétés, telles que KY 14xL8 et Narrowleaf Madole, sont connues pour avoir une croissance des rejets plus rapide que d'autres variétés et peuvent nécessiter des stratégies de contrôle des rejets plus agressives. Trois types de produits chimiques sont disponibles pour contrôler la croissance des rejets sur le tabac.
Environ quatre semaines après l'étêtage, le tabac est coupé en tiges à l'aide d'un couteau en forme de tomahawk. Chaque plante est piquée (ou Sprudded la terminologie selon l'emplacement géographique) sur un bâton surmonté d'une lance, d'une pointe ou d'une patate en métal qui s'adapte sur le bâton. Chaque bâton contiendra cinq ou six tiges.
Les bâtonnets de tabac vert coupé sont le plus souvent autorisés à se flétrir sur le terrain pendant trois ou quatre jours avant d'être suspendus dans une grange. Le tabac est autorisé à sécher à l'air pendant huit semaines ou plus, passant du vert pâle normal au jaune puis au brun. Le Burley qui durcit trop rapidement conservera une partie des pigments jaunes, ainsi que des produits chimiques qui se décomposent normalement avec un durcissement plus lent. La qualité obtenue par les producteurs américains de Burley est principalement due aux conditions de séchage naturelles. Une fois que le Burley complètement durci est retiré, les bâtons sont retirés et les feuilles sont arrachées de la plante en grades par position de la tige. Les feuilles sont mises en balles par catégorie et amenées à une station de réception gérée par un fabricant de tabac ou un marchand de feuilles.

## Édulcorant
Burley contient peu de sucre et a généralement été enrobé (édulcoré) avec des humectants, des sucres ou d'autres arômes pour des utilisations telles que les cigarettes américaines mélangées,. Par conséquent, une large interdiction promulguée par le Canada et proposée dans de nombreux autres pays bloquerait l'importation de presque tous les produits du tabac contenant du Burley. La situation ressemble à un différend entre des producteurs asiatiques et les États-Unis, qui ont interdit les cigarettes aux clous de girofle. Pour chaque nation, l'interdiction des composants typiques du tabac fabriqué à l'étranger offre un puissant avantage commercial, mais peut être interdite par les accords commerciaux du GATT. L'effet sur les producteurs américains est limité, mais non négligeable, car la plupart des importations canadiennes étaient déjà du tabac de Virginie séché à l'air chaud,,,,,.